# Baronet von Friesendorff
Baronet von Friesendorff är en engelsk adelstitel med baronets rang. Dess stamfar är den svenske diplomaten och hovrådet Johan Fredrik von Friesendorff. Han adlades av kung Karl II den 4 oktober 1611 i Westminster som baronet van Freisenford of Herdick. Titeln ansågs vilande 1670 efter den första baronetens död då hans arvingar levde i Sverige. Den fortsatte dock användas inom familjen och introducerades 2018 i Official Roll of the Baronetage. Utöver denna titel är baroneten även tysk-romersk riksfriherre samt svensk friherre, tillhörande den friherrliga ätten von Friesendorff nr 200. Baronetbrevet i original är sedan 1952 deponerat i Riddarhuset.
Den nuvarande innehavaren (2024) är friherre Johan von Friesendorff. Han efterträdde sin far, kaptenen och friherren Fredrik von Friesendorff som var bosatt i Örebro och bar titeln mellan 1974 och 2023.

## Lista över baroneter von Friesendorff
- Sir Johan Fredrik von Friesendorff, 1:a baronet (1617–1669) (efterträddes av sin son).
- Sir Johan Fridrich Frisendorph, 2:a baronet (1657–1725) (efterträddes av sin son).
- Sir Johan Fredrik von Friesendorff, 3:e baronet (1700–1742) (efterträddes av sin son).
- Sir Johan Fredrik von Friesendorff, 4:e baronet (1740–1794) (efterträddes av sin kusins son, sonson till andra sonen till andra baroneten).
- Sir Carl Gabriel von Friesendorff, 5:e baronet (1758–1824) (efterträddes av sin son).
- Sir Fredrik Reinhold von Friesendorff, 6:e baronet (1765–1829) (efterträddes av sin frände, sonsons son till andra sonen till första baroneten).d
- Sir Fredrik Ludvig Alexander von Friesendorff, 7:e baronet (1780–1847) (efterträddes av sin son).
- Sir Claes Fredrik Ludvig von Friesendorff, 8:e baronet (1832–1897) (efterträddes av sin son).
- Sir Fredrik Axel Waldemar von Friesendorff, 9:e baronet (1870–1962) (efterträddes av sin son).
- Sir Claes Fredrik Wilhelm von Friesendorff, 10:e baronet (1903–1974) (efterträddes av sin son).
- Sir Rickard Fredrik Knut von Friesendorff, 11:e baronet (1937–2023) (efterträddes av sin son).[3][4]
- Sir Johan Fredrik von Friesendorff, 12:e baronet.[2]